# La Comté
La Comté és un municipi francès situat al departament del Pas de Calais i a la regió dels Alts de França. L'any 2007 tenia 835 habitants.

## Demografia

### Població
El 2007 la població de fet de La Comté era de 835 persones. Hi havia 323 famílies de les quals 74 eren unipersonals (29 homes vivint sols i 45 dones vivint soles), 102 parelles sense fills, 131 parelles amb fills i 16 famílies monoparentals amb fills.
La població ha evolucionat segons el següent gràfic:
Habitants censats

### Habitatges
El 2007 hi havia 345 habitatges, 327 eren l'habitatge principal de la família, 2 eren segones residències i 16 estaven desocupats. 343 eren cases i 1 era un apartament. Dels 327 habitatges principals, 273 estaven ocupats pels seus propietaris, 48 estaven llogats i ocupats pels llogaters i 6 estaven cedits a títol gratuït; 3 tenien dues cambres, 32 en tenien tres, 86 en tenien quatre i 206 en tenien cinc o més. 258 habitatges disposaven pel capbaix d'una plaça de pàrquing. A 133 habitatges hi havia un automòbil i a 150 n'hi havia dos o més.

### Piràmide de població
La piràmide de població per edats i sexe el 2009 era:
| Homes | Edats   | Dones |
| ----- | ------- | ----- |
| 0     | 95 o +  | 0     |
| 4     | 90 a 94 | 4     |
| 0     | 85 a 89 | 8     |
| 0     | 80 a 84 | 16    |
| 20    | 75 a 79 | 20    |
| 16    | 70 a 74 | 16    |
| 12    | 65 a 69 | 24    |
| 28    | 60 a 64 | 20    |
| 28    | 55 a 59 | 24    |
| 32    | 50 a 54 | 32    |
| 12    | 45 a 49 | 12    |
| 32    | 40 a 44 | 24    |
| 28    | 35 a 39 | 36    |
| 24    | 30 a 34 | 40    |
| 32    | 25 a 29 | 28    |
| 12    | 20 a 24 | 16    |
| 20    | 15 a 19 | 16    |
| 56    | 10 a 14 | 16    |
| 32    | 5 a 9   | 24    |
| 16    | 0 a 4   | 36    |

## Economia
El 2007 la població en edat de treballar era de 543 persones, 389 eren actives i 154 eren inactives. De les 389 persones actives 349 estaven ocupades (191 homes i 158 dones) i 39 estaven aturades (18 homes i 21 dones). De les 154 persones inactives 52 estaven jubilades, 46 estaven estudiant i 56 estaven classificades com a «altres inactius».

### Ingressos
El 2009 a La Comté hi havia 332 unitats fiscals que integraven 853 persones, la mediana anual d'ingressos fiscals per persona era de 17.218 €.

### Activitats econòmiques
Dels 17 establiments que hi havia el 2007, 4 eren d'empreses de fabricació d'altres productes industrials, 6 d'empreses de construcció, 1 d'una empresa de comerç i reparació d'automòbils, 2 d'empreses d'hostatgeria i restauració, 1 d'una empresa immobiliària, 2 d'empreses de serveis i 1 d'una entitat de l'administració pública.
Dels 7 establiments de servei als particulars que hi havia el 2009, 2 eren paletes, 3 fusteries, 1 empresa de construcció i 1 restaurant.
L'únic establiment comercial que hi havia el 2009 era una floristeria.
L'any 2000 a La Comté hi havia 11 explotacions agrícoles que ocupaven un total de 525 hectàrees.

## Equipaments sanitaris i escolars
El 2009 hi havia una escola elemental integrada dins d'un grup escolar amb les comunes properes formant una escola dispersa.

## Poblacions més properes
El següent diagrama mostra les poblacions més properes.